# 1952年のバレーボール
1952年のバレーボール（1952ねんのバレーボール）では、1952年（昭和27年）のバレーボール関連の出来事をまとめる。

## できごと
- 5月6日 - アジアバレーボール連盟が設立
- 松下電器バレーボール部（現: パナソニック・パンサーズ）が創部。
- KPSKスタル・ミエレツが創設。
- 月刊バレーボールが創刊。
- ソビエト連邦・モスクワにて、第2回バレーボール世界選手権男子大会、第1回女子大会が開催。男女ともソビエト連邦が優勝し、男子は2連覇、女子は初優勝を飾った。

## 国際大会
- 世界選手権（ソビエト・モスクワ、8月17日-29日）
  - 男子
    - 金メダル： ソビエト連邦
    - 銀メダル： チェコスロバキア
    - 銅メダル： ブルガリア

  - 女子
    - 金メダル： ソビエト連邦
    - 銀メダル： ポーランド
    - 銅メダル： チェコスロバキア

## 国内大会

### 日本
- 全日本総合選手権
  - 男子
    - 決勝：八幡製鉄 2-1 日本鋼管

  - 女子
    - 決勝：日紡足利 2-0 鐘紡四日市

- 第1回全日本都市対抗
  - 男子
    - 1位：八幡製鉄
    - 2位：兵庫クラブ
    - 3位：芸陽クラブ、倉紡万寿

  - 女子
    - 1位：倉紡万寿
    - 2位：鐘紡四日市
    - 3位：日紡足利、倉紡観音寺

## 誕生
- 1月31日 - 前田悦智子
- 2月9日 - フリオ・ベラスコ
- 3月5日 - 松田紀子
- 5月6日 - 小田勝美
- 7月18日 - 白井貴子
- 8月16日 - 達川実